# Tumuli de Bussy-le-Château
Un seul des tumuli de Bussy-le-Château, (tumulus au singulier) alignés le long de la rivière Noblette a été classé monument historique en 1930, : il est propriété du département de la Marne.

## Histoire
Ces tumuli sont la trace de trois seigneuries, le premier des cinq tumuli à l'ouest est le château Tholengo, dit Lebel ou de la grosse moyenne et dépendait du château de Bussy aujourd'hui disparu. Le second, haut de 17 m, ou motte Thoulojon, était le siège du château éponyme et dont la motte suivante formait la basse cour ; il a été acheté le 5 décembre 1863, pour le compte du département, comme un monument historique et commémoratif de la bataille de Mauriac (La Cheppe), où Attila aurait été vaincu par l'armée romaine coalisée, en 451. Le quatrième tumulus, dit la Voisaiterie, est en partie disparu et mis en culture. Le cinquième tumulus, dit le Châtel, le plus volumineux, était la base du château du vidame de Châlons. On a bâti en 1777 un moulin à vent sur le milieu de son cône aplati (avec dit-on des pierres du château dont il ne reste aucune trace), encore visible malgré la végétation qui l'a envahi.
Ces mottes furent un enjeu pour la localisation de la bataille des champs Catalauniques (451), Napoléon III y fit effectuer des fouilles ; aucune trace archéologique ne permet actuellement de trancher en ce sens. Les fouilles furent effectuées par Liébault puis par Léon Morel. La plus grande partie des objets a été versée dans les collections du musée d'archéologie nationale de Saint-Germain-en-Laye et d'autres dans celle de M. Morel.

## Galerie d'images

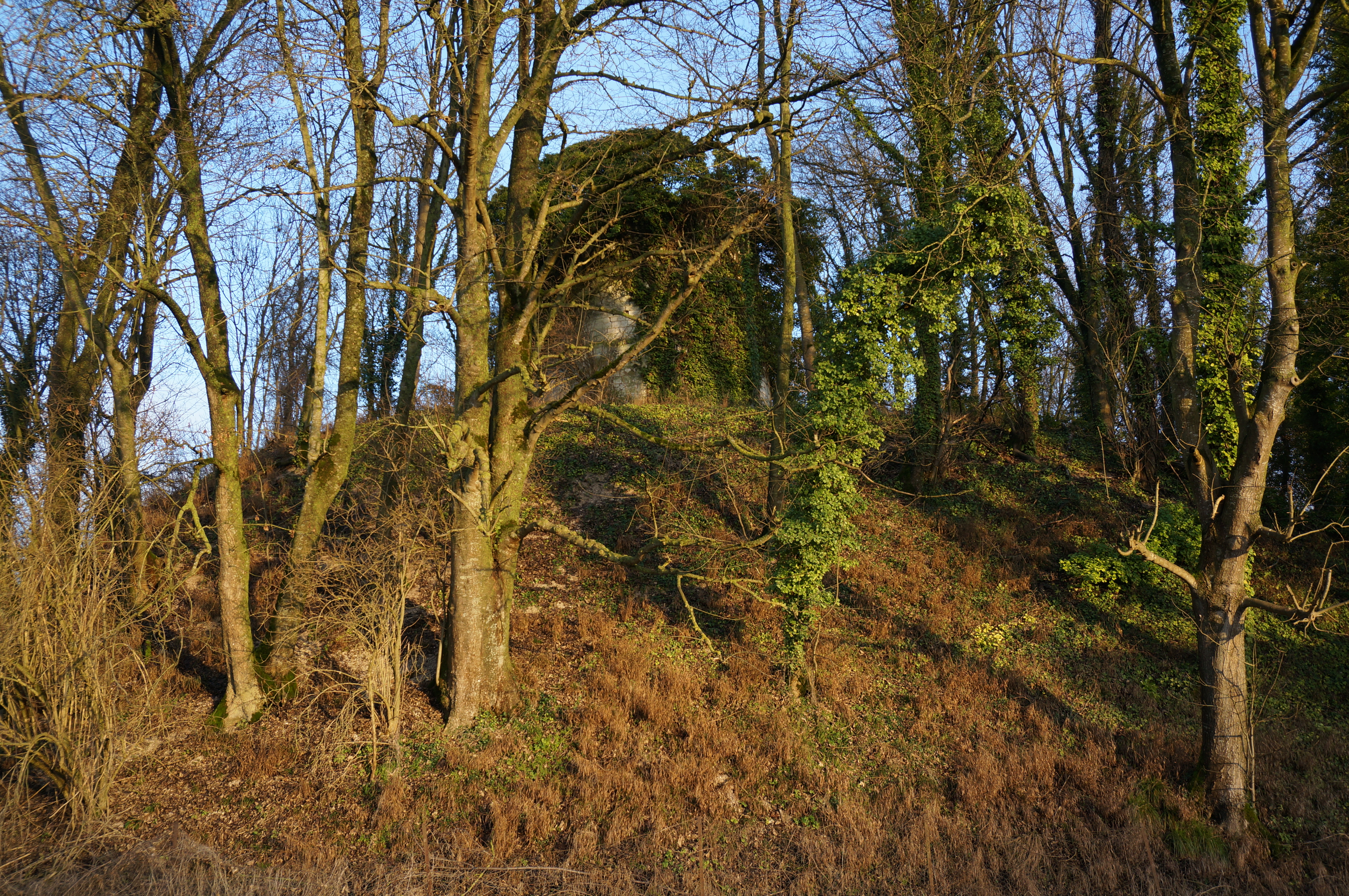
Le tumulus et son moulin.
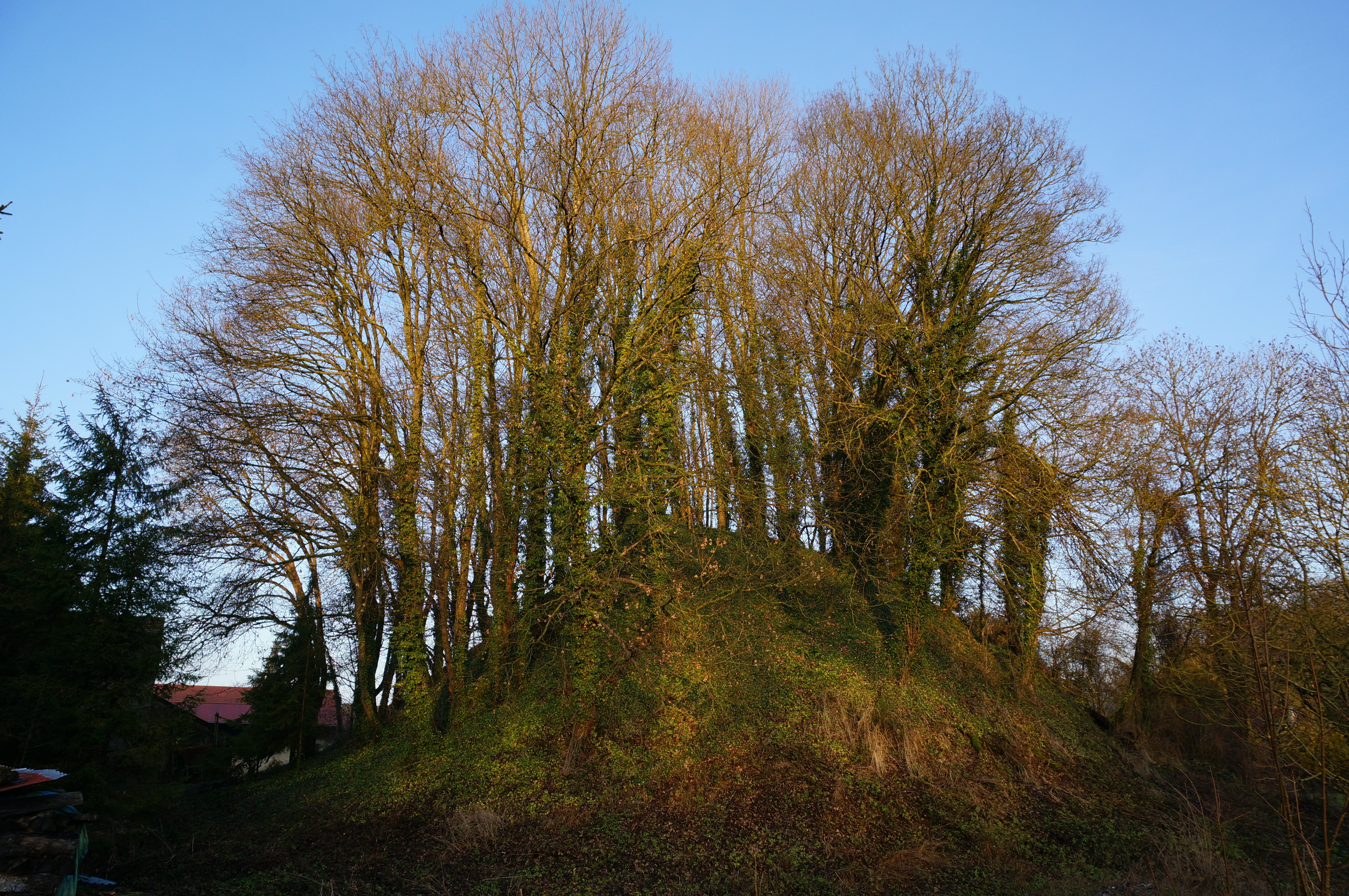
Tumulus fouillé et visité par Napoléon III.